# Vela en el Perú
El deporte de la vela en el Perú es practicado en casi todas las playas del país, teniendo especialmente énfasis en la capital, Lima, y en la región de la Costa Norte. Aunque posee varias modalidades de práctica, la que más triunfos ha cosechado para Perú es la clase optimist, que incluye un tricampeonato mundial entre 1997 y 1999. Hasta la fecha, cuenta con más de 10 títulos Sudamericanos por equipos (incluyendo un pentacampeonato), así como también 2 títulos norteamericanos por equipos de 1994 y 2005, entre otros títulos menores. 
Lo más destacado fue el tricampeonato mundial por equipos en Irlanda del Norte durante 1997 (equipo integrado por Nicholas Raygada, Alonso Razetto, José Miguel Raffo, Diego Zimmermann), en Portugal durante 1998 (el mismo equipo, con el cambio de Barclay por Alberto Piaggio) y en Martinica durante 1999 (Diego Zimerman, Gonzalo Barclay, Joel Raffo, Joaquín Razetto y Alberto Piaggio). También destaca el subcampeonato obtenido en Sudáfrica 1996 y España 2003. 
A,se cuentan títulos Sudamericanos, Norteamericanos y Mundiales, así como destacadas actuaciones en los torneos Europeos.
Cabe destacar que la familia Zimmermann aporta constantemente miembros a las delegaciones peruanas de esta disciplina, como es el caso del ya mencionado Diego Zimmermann. Además también destacan y destacaron Daniela Zimmermann (subcampeona mundial de clase optimist en 2005 en Suiza), Nathalie Zimmermann (subcampeona mundial de optimist en 2004 en Ecuador) y Alexander Zimmermann (múltiple campeón en optimist), entre otros.
En el 2024, el velerista Stefano Peschiera obtiene la medalla de bronce en la competición de dinghy en los Juegos Olímpicos de París 2024.